# BM Andromedae
BM Andromedae är en ensam stjärna belägen i den norra delen av stjärnbilden Andromeda. Den har en högsta skenbar magnitud av ca 11,63 och kräver ett kraftfullt teleskop för att kunna observeras. Baserat på parallax enligt Gaia Data Release 3 på ca 1,27 mas beräknas den befinna sig på ett avstånd av ca 3 000 ljusår (ca 800 parsec) från solen. Den rör sig närmare solen med en heliocentrisk radialhastighet av ca -12 km/s.

## Observation
Stjärnans exakta spektralklass är ännu (2004) inte känd. Olika uppskattningar ger ett intervall F8-K5Vea, vilket innebär att det råder enighet om att identifiera den som en huvudseriestjärna som är mer ljusstark och har starkare emissionslinjer än vanligt, en typisk klassificering för unga stjärnor som befinner sig nära huvudseriefasen. Stjärnan ackreterar fortfarande, och cirka 0,23 av dess totala ljusstyrka med dess 5,5 gånger solens luminositet drivs av ackretion.
Färgindexen varierar med stjärnans ljusstyrka, men spektralklassen för BM Andromedae förändras inte med minskande ljusstyrka. Starka H-alfa-linjer i spektra är ett tecken på ett gashölje, medan ett överskott av infraröd strålning tyder på förekomst av ett utvidgat stofthölje.

## Egenskaper
BM Andromedae är ett ungt stjärnobjekt med ett omgivande moln runt sig, ett steg i utvecklingen från protostjärnor till huvudseriefasen. Molnet består av ett gashölje och ett utvidgat stofthölje. Det senare kan nå ett avstånd av 1 AE från stjärnan och är kraftigt tillplattat och observeras från kanten. Mätningarna 2005-2006 visade en relativt kompakt skiva på 0,25 AE.
Det konstaterades också att det finns ett samband mellan det lokala interstellära magnetfältet och polariseringen av ljus som emitteras av BM Andromedae. Således skulle magnetfältet kunna ha spelat en roll i systemets bildande.

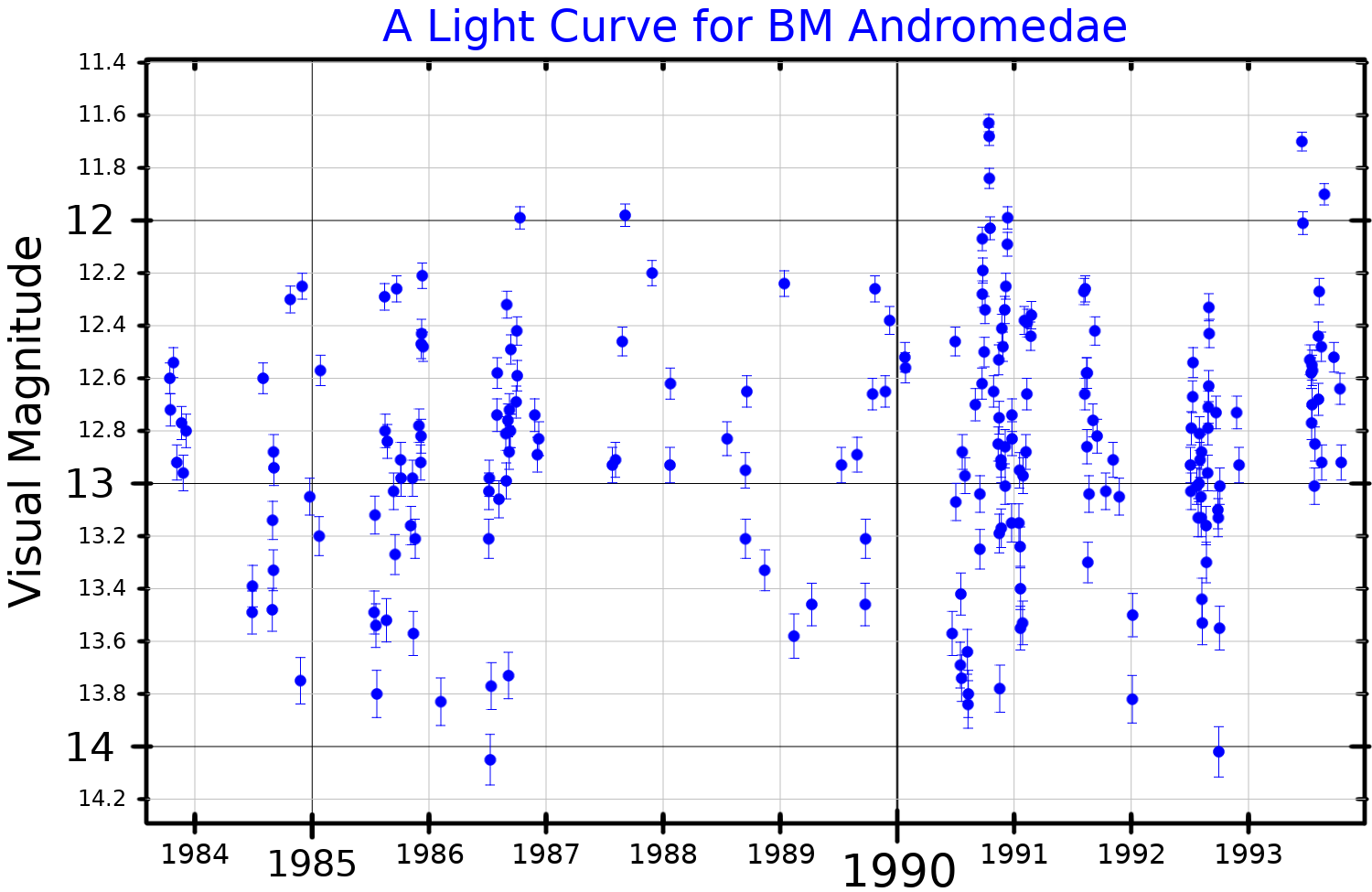
Ljuskurva i visuella bandet för BM Andromedae, anpassad efter data publicerade av Grinin et. al. (1995)

År 1949 tillkännagav Balfour Whitney att BM Andromedae (vid den tiden en namnlös stjärna) är en variabel stjärna, baserat på 400 fotografiska plattor tagna mellan 1942 och 1949. Han noterade att den varierade snabbt och oregelbundet, och ibland varierade med en hel magnitud under loppet av ett enda dygn.
Höljet blockerar en del av ljuset som avges av BM Andromedae, men det är inte enhetligt så denna andel är variabel över tid. Detta förklarar både ljusstyrkans variation och färgindexens variation. Det visade sig också att stofthöljet polariserar ljuset som avges av BM Andromedae; ju mer ljus som blockeras, desto starkare är polariseringen. Stjärnans färg beror på ljusstyrkan; den blir rödare när den är svagare.